# 灵州之战 (622年)
灵州之战，唐朝武德五年（622年），灵州总管李道宗击败梁师都堂弟梁洛仁所引的突厥兵，并将突厥郁射设赶出盐州（今陕西定边）的作战。
唐高祖武德五年，梁师都派他的堂弟梁洛仁带领几万突厥兵包围灵州（治回乐，今宁夏吴忠利通区古城镇），李道宗据城固守，乘隙出击，大败东突厥军。当时梁师都与突厥勾结。突厥派郁射设进驻五原故地，李道宗率军将郁射设赶出五原，向北开拓疆土千余里。李道宗据城固守，待敌懈怠，一举击败强敌，为唐朝开土一千余里，因功被封为任城郡王。